# Les Nuits facétieuses (film)
Pour plus de détails, voir Fiche technique et Distribution.
Les Nuits facétieuses (titre original : Le piacevoli notti) est un film italien d'Armando Crispino et Luciano Lucignani sorti en 1966.
Les sources d'inspiration proviennent de certaines de 75 nouvelles des Nuits facétieuses écrites par Giovanni Francesco Straparola au cours des années 1550.

## Synopsis
Dans le premier épisode un noble devient l'amant d'une femme emprisonnée ; dans le second, un faux pape encourage les rêves érotiques d'une jeune fille et dans le dernier, lors d'une blague entre amis, une fausse Lucrèce Borgia est découverte en une ambiguë position amoureuse avec un peintre au service d'un faux duc d'Este.

## Fiche technique
- Titre original : Le piacevoli notti
- Réalisation : Armando Crispino, Luciano Lucignani
- Scénario et histoire : Steno, Sandro Continenza, Armando Crispino, Luciano Lucignani
- Directeur de la photographie : Leonida Barboni, Erico Menczer (it), Gábor Pogány
- Scénographe : Pier Luigi Pizzi
- Montage : Marcello Malvestito
- Musique : Gino Marinuzzi jr. (it)
- Costumes : Pier Luigi Pizzi
- Production : Mario Cecchi Gori
- Maison de production : Fair Film
- Genre : Comédie érotique
- Pays :  Italie
- Durée : 117 minutes
- Date de sortie :
  -  Italie : 28 octobre 1966

## Distribution
- Vittorio Gassman : Bastiano da Sangallo
- Gina Lollobrigida : Domicilla
- Ugo Tognazzi : Uguccione dei Tornaquinci
- Adolfo Celi : Bernardozzo
- Eros Pagni : un soldat
- Gigi Proietti : maréchal Mario di Colli
- Carmen Scarpitta :
- Maria Grazia Buccella : Lucrezia Borgia
- Hélène Chanel : épouse de Luca di Montemerlo
- Luigi Vannucchi : Alfonso d'Este
- Magda Konopka : Fiametta
- Omero Antonutti : le capitaine
- Paolo Bonacelli : messager des Borgia
- Gigi Ballista : Luca di Montemerlo
- Ernesto Colli (it) : Baccio
- Ida Galli : Angelica
- Glauco Onorato : amant de Fiammetta
- Sandro Dori (it) : Lapo, le complice de Uguccione
- Dante Posani : Piero di Basta
- Filippo Scelzo (it) : Messer Bindo
- Renato Malavasi : Guidobaldo Rangone
- Daniele Vargas : Fortebraccio da Montone
- Quinto Parmeggiani : amis de Luca di Montemerlo